# Franklin Grove
Franklin Grove es una villa ubicada en el condado de Lee en el estado estadounidense de Illinois. En el Censo de 2010 tenía una población de 1021 habitantes y una densidad poblacional de 812,8 personas por km².

## Geografía
Franklin Grove se encuentra ubicada en las coordenadas 41°50′27″N 89°18′2″O / 41.84083, -89.30056. Según la Oficina del Censo de los Estados Unidos, Franklin Grove tiene una superficie total de 1.26 km², de la cual 1.26 km² corresponden a tierra firme y (0%) 0 km² es agua.

## Demografía
Según el censo de 2010, había 1021 personas residiendo en Franklin Grove. La densidad de población era de 812,8 hab./km². De los 1021 habitantes, Franklin Grove estaba compuesto por el 97.75% blancos, el 0.29% eran afroamericanos, el 0.29% eran amerindios, el 0.2% eran asiáticos, el 0% eran isleños del Pacífico, el 0.49% eran de otras razas y el 0.98% pertenecían a dos o más razas. Del total de la población el 1.86% eran hispanos o latinos de cualquier raza.